# Miles Gurtu
 (mars 2023).
Si vous disposez d'ouvrages ou d'articles de référence ou si vous connaissez des sites web de qualité traitant du thème abordé ici, merci de compléter l'article en donnant les références utiles à sa vérifiabilité et en les liant à la section « Notes et références ».
Albums de Robert Miles
Organik Remixes
(2002) Thirteen
(2011)
Miles Gurtu est le quatrième album de Robert Miles, sorti en février 2004 sur le label S:Alt Records.
Cet album est le fruit de la collaboration entre l'artiste et le percussionniste indien Trilok Gurtu. Les deux artistes mélangent leurs diverses influences musicales dans cet album très Jazz, auquel collaborent Nitin Sawhney, le bassiste Jon Thorne, Paul Fallon. Le résultat a été unanimement salué par les médias[réf. nécessaire].

## Liste des titres
| No  | Titre                          | Durée |
| --- | ------------------------------ | ----- |
| 1.  | Golden Rust                    | 4:46  |
| 2.  | Soul Driven                    | 5:03  |
| 3.  | Wearing Masks                  | 2:04  |
| 4.  | Tragedy : Comedy               | 1:20  |
| 5.  | Omen                           | 1:53  |
| 6.  | Loom                           | 5:23  |
| 7.  | Languages of Conscious Thought | 2:13  |
| 8.  | Without a Doubt                | 2:19  |
| 9.  | Small World                    | 3:58  |
| 10. | Small World (reprise)          | 0:35  |
| 11. | Inductive                      | 5:09  |
| 12. | The Big Picture                | 5:21  |
| 13. | Xenon                          | 2:10  |